# النهوى (السياني)

تعديل مصدري - تعديل

النهوى هي إحدى قرى عزلة العربيين بمديرية السياني التابعة لمحافظة إب، بلغ تعداد سكانها 390 نسمة حسب تعداد اليمن لعام 2004.